# H2受體拮抗劑

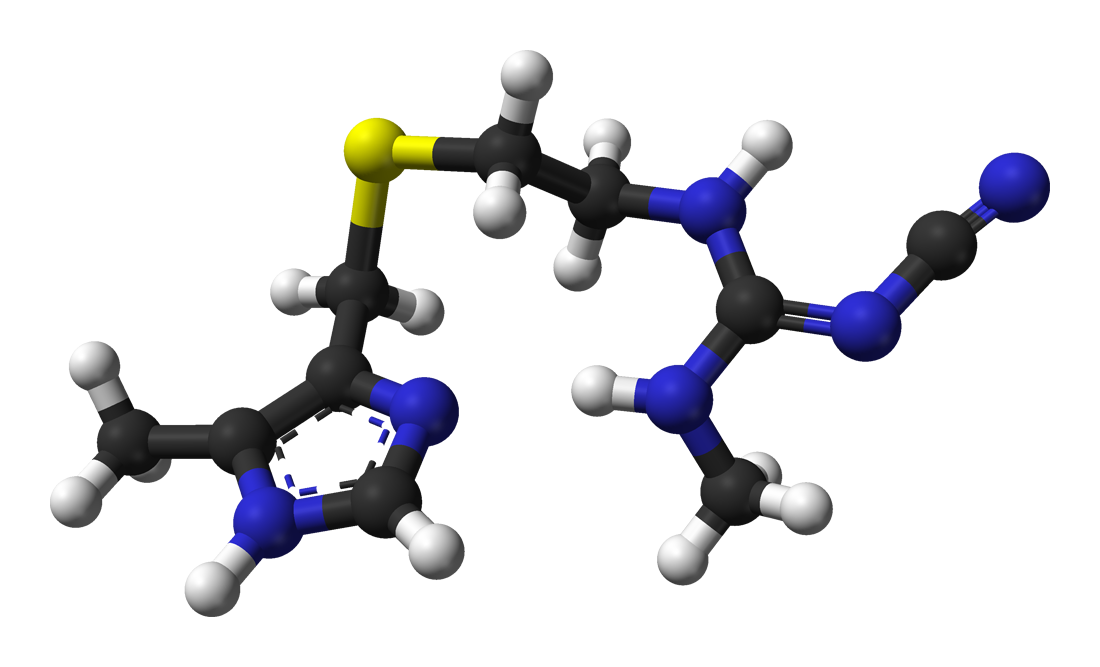
西咪替丁，H_{2}受體拮抗劑的原型藥

H2受體拮抗劑（H2RA）又称组胺2受体拮抗剂，简称H2阻滞剂（H2 blocker），是一系列阻斷組織胺作用於胃黏膜壁細胞上的H2受體，從而減少壁細胞分泌胃酸的藥物。H2受體拮抗劑用於治療消化不良，但現在已經有效果更好的氫離子幫浦阻斷劑。H2受體是指可刺激胃酸分泌的組織胺受體。
在美國，美國食品藥物管理局核准低劑量的西咪替丁、雷尼替丁、法莫替丁和尼扎替丁不用處方就可以取得。

## 歷史與發展
西咪替丁是H2受體拮抗劑的原型藥，是由Smith, Kline & French（現稱葛蘭素史克）於1960年代中期時發展出來並於1976年時上市，商品名稱為Tagamet，很快的西咪替丁就成了暢銷藥。後來用定量构效关系發展出其他相關的藥物，第一個被發展出來的是雷尼替丁，有較少的副作用、交互作用而且效力更強。
早在1964年就知道組織胺會促進胃酸的分泌，但傳統的抗組織胺藥物對胃酸分泌沒有影響。從這個現象來看，SK&F的科學家就假設有兩個組織胺受體的存在。H1是傳統的組織胺受體；H2為刺激胃酸分泌的組織胺受體。
SK&F團隊用組織胺的結構進行一系列的設計。合成了數百個修飾過的化合物，為的就是要作用在一個完全未知的H2受體上。第一個突破是Nα-guanylhistamine，為不完全的H2受體拮抗劑。而後又根據此物重新定義受體且合成出布立馬胺，比Nα-guanylhistamine強100倍且是一個H2競爭性拮抗劑，從此證實了H2受體的存在。

## 藥理機轉
H2受體拮抗劑是組織胺在壁細胞作用時的H2受體拮抗劑。它們會抑制壁細胞正常釋放及因為食物刺激而釋放的胃酸。
經由兩個機轉來控制胃酸的分泌：藉由結合到壁細胞的H2受體而抑制胃中ECL細胞釋放的組織胺，進而減少胃酸分泌。當H2受體被抑制後，像胃泌素和乙醯膽鹼對壁細胞的作用也會減少。
跟H1受体阻抗剂一樣，H2受體拮抗劑為反激动剂。

## 臨床使用
H2受體拮抗劑用於胃酸相關的腸胃道疾病，包括有
- 消化性潰瘍
- 胃食管反流病
- 消化不良
- 預防壓力性潰瘍（Stress ulcer），為Ranitidine的適應症之一。

有不規律的胃灼熱（Heartburn）情況的人可以服用制酸劑或者是H2受體拮抗劑來治療。
H2受體拮抗劑可以提供制酸劑所沒有的優點：較長的作用時間（6-10小時）、效力較大且可以在飯前就服用來減少胃灼熱的情形發生。
現在有更新的藥物，氫離子幫浦抑制劑，適用於已經有腐蝕性食道炎發生的病人，比H2受體拮抗劑更有效。
H2受體拮抗劑對於心衰竭的病人可能有幫助，可以減少組織胺作用在心臟。

## 副作用
除了西咪替丁以外，H2受體拮抗劑都有良好的耐受性。偶見不良反應有低血壓；罕見副作用有：頭痛、疲勞、暈眩、意識不清、腹瀉、便祕、紅疹等。除此之外，西咪替丁可能還會造成男性女乳症、性慾喪失、陽痿，但這些副作用在停止服用藥物之後就會消失。
於2007年，有一個關於非裔美國人的縱貫性研究中指出，長期使用H2受體拮抗劑會造成認知能力下降。

## 交互作用
藥代動力學的研究顯示，西咪替丁會干擾經由細胞色素P450路徑代謝的物質。更準確的來說，西咪替丁會抑制P450這個代謝系統的酵素，像是CYP1A2、CYP1A2、CYP2C9、CYP2C19、CYP2D6、CYP2E1和CYP3A4，而減少了這些酵素代謝物質的能力，有可能會增加某些物質的毒性。以藥物為例，華法林、茶鹼、苯妥英、利多卡因等藥物。
最近，新發明出來的H2受體拮抗劑較少會去影響細胞色素P450的代謝能力。雷尼替丁雖然不像西咪替丁對細胞色素P450有強力的抑制作用，但還是有些相同的抑制作用。而法莫替丁對於細胞色素P450的抑制簡直是微乎其微，幾乎沒有交互作用。